# Argentinská rallye 2004
Argentinská rallye 2004 byla osmou soutěží mistrovství světa v rallye 2004. Soztěž byla pořádána ve dnech 15. až 18. července. Trať měřila 382,63 km rozdělených do 26 rychlostních zkoušek. Zvítězil zde Carlos Sainz s vozem Citroën Xsara WRC.

## Průběh soutěže
Sébastien Loeb s Xsarou jel celou soutěž opatrně, vyhýbal se jezdeckým chybám a získal druhé místo. Jeho týmový kolega Sainz absolvoval celou soutěž bez chyb. Dvakrát se dostal do vedení v soutěži a podruhé tuto pozici udržel. O vedoucí pozici s ním bojoval Marcus Grönholm, ale ten utrhl kolo a ze soutěže odstoupil. Sainz se díky vítězství posunul na třetí průběžnou pozici v šampionátu. Markko Märtin s vozem Ford Focus RS WRC těžce havaroval v první etapě a byl převezen do nemocnice na pozorování. Jeho týmový kolega Francois Duval dokončil soutěž na třetí pozici. Problémy měl Petter Solberg, který jel s vozem Subaru Impreza WRC. Projel prudce brodem, poškodil přední část svého vozu a propadl se z vedoucí pozice. V důsledku poškození se jeho vůz později vzňal a ze soutěže musel odstoupit. Mikko Hirvonen dokončil soutěž jako čtvrtý a byl jediným bodujícím pro Subaru World Rally Team. Harri Rovanperä měl problémy s posilovačem, přesto dokončil soutěž na páté pozici. Na této pozici se dlouhou dobu držel Kristian Sohlberg s vozem Mitsubishi Lancer WRC, ale kvůli poruše převodovky musel ze soutěže odstoupit. Jediné body pro tým tak získal Gilles Panizzi za sedmou pozici. Na šesté pozici dokončil závod soukromý jezdec Luis Perez Companc a na osmé vítěz skupiny N Gabriel Pozzo.

## Výsledky
1. Carlos Sainz, Marti – Citroën Xsara WRC
2. Sebastian Loeb, Daniel Elena – Citroën Xsara WRC
3. Francois Duval, Fortin – Ford Focus RS WRC
4. Mikko Hirvonen, Lehtinen – Subaru Impreza WRC
5. Harri Rovanperä, Pietilainen – Peugeot 307 CC WRC
6. Luis Perez-Companc, Volta – Peugeot 206 WRC
7. Gilles Panizzi, Panizzi – Mitsubishi Lancer WRC
8. Gabriel Pozzo, Stillo – Subaru Impreza WRX
9. Antony Warmbold, Price – Ford Focus RS WRC
10. Jani Paasonen, Vainikka – Mitsubishi Lancer EVO VIII